# Мещерская, Елена Никитична
Елена Никитична Мещерская (род. 20 июня 1946 года, Бугуруслан) — советский и российский историк-медиевист, филолог и литературовед, специалист по восточно-христианской литературе, палеографии и сирийскому письму. Кандидат филологических наук, доктор исторических наук, профессор. Преподаватель кафедры библеистики СПбГУ.

## Биография
Родилась в семье лингвиста Н. А. Мещерского. Окончила в 1969 году ЛГУ (по кафедре истории русской литературы) и поступила в очную аспирантуру Ленинградского отделения Института востоковедения АН СССР. Получила подготовку по сириологии и истории восточно-христианских литератур под руководством историка Ближнего Востока и Византии Н. В. Пигулевской и специалиста по византийской палеографии Е. Э. Гранстрем. С 1972 года — сотрудник Института востоковедения.
С 1973 года — кандидат филологических наук (диссертация «Легенда об Авгаре — раннесирийский литературный памятник: исторические корни в эволюции апокрифической легенды»), с 1992 года — доктор исторических наук (диссертация в форме научного доклада «Культурно-историческая обусловленность раннехристианских апокрифических сочинений»).
В 1973—1981 годах — учёный секретарь Кабинета Ближнего Востока и группы историко-культурных исследований сектора Ближнего Востока. С 1973 года — учёный секретарь Ленинградского (Петербургского) отделения Палестинского общества, с 1978 года — ответственный секретарь редколлегии Палестинского сборника. В этом качестве участвовала в подготовке ряда научных сессий и конференций, в том числе международных, подготовила и выпустила 10-й выпуск Православного Палестинского сборника.
С 1992 гпо 2005 год — ведущий научный сотрудник сектора Ближнего Востока, затем — сектора восточных рукописей и документов.
С августа 2005 года — профессор кафедры библеистики филологического факультета Санкт-Петербургского государственного университета.

## Сферы деятельности
Основная тема работ — апокрифическая восточно-христианская (сирийская, греческая, славянская) литература, а также христианская гимнография, агиография, историография. Второе направление научной работы — палеография и история сирийского письма. Третье направление — обработка и публикация научного наследия учителей и коллег (Нины Викторовны Пигулевской, Азы Владимировны Пайковой, А. В. Борисова).
Преподавала в ряде высших заведений Петербурга, в разное время читала курсы — Введение в семитологию, Сирийский язык, Сирийская средневековая литература, История восточно-христианских литератур, Источниковедение библейской истории, Древние переводы Библии, Библейские апокрифы, Христианская историческая литература.

## Монографии
Список трудов насчитывает более 80 наименований.
- Смелова Н. С. Мелькитская богородичная гимнография IX—XIII вв. как источник по истории христианского Востока (на материале сирийской рукописи РНБ Сир. нов. сер. 11) / Автореферат диссертации на соискание ученой степени кандидата исторических наук. Научный руководитель Е. Н. Мещерская. СПб., 2007. 26 с.
- Старкова К. Б. Воспоминания о прожитом, жизнь и работа семитолога-гебраиста в СССР / Под редакцией В. Л. Вихновича. Предисловие И. Р. Тантлевского, В. Л. Вихновича. В приложении использована статья Е. Н. Мещерской. СПб.: «Европейский Дом», 2006. 356 с., вклейка.
- Православный Палестинский сборник. Выпуск 36 (99): Борисов А. Я. Материалы и исследования по истории неоплатонизма на средневековом Востоке. Подготовили к печати К. Б. Старкова и Е. Н. Мещерская. СПб., 2002
- Пигулевская Н. В. Сирийская средневековая историография. Исследования и переводы [Предисловие Е. Н. Мещерской]. СПб.: 2000.
- Мещерская Е. Н. К 100-летию со дня рождения Н. В. Пигулевской (1894—1970) // Православный Палестинский сборник. Выпуск 98 (35): Сборник памяти Н. В. Пигулевской. Ответственный редактор О. Г. Пересыпкин. СПб., 1998, 5-8
- Мещерская Е. Н. Апокрифические деяния апостолов. Новозаветные апокрифы в сирийской литературе. М.: «Прицельс», 1997
- Мещерская Е. Н. Деяния Иуды Фомы (культурно-историческая обусловленность раннесирийской легенды). Ответственный редактор Л. А. Тер-Петросян — М.: Наука. Главная редакция восточной литературы, 1990. 243 с. ISBN S-02-016627-8
- [Православный] Палестинский сборник. Выпуск 30 (93): Пайкова А. В. Легенды и сказания в памятниках сирийской агиографии. Редактор выпуска Е. Н. Мещерская. Л.: Издательство «Наука» (Ленинградское отделение), 1990
- Мещерская Е. Н. Легенда об Авгаре — раннесирийский литературный памятник (Исторические корни в эволюции апокрифической легенды). Ответственные редакторы С. С. Аверинцев, А. В. Пайкова. М.: Издательство «Наука», 1984
- Нерукотворенный образ Иисуса Христа в восточнохристианской апокрифической литературе // Богословские труды. М., 1999. — № 35. — С. 171—178.